# Санкочо

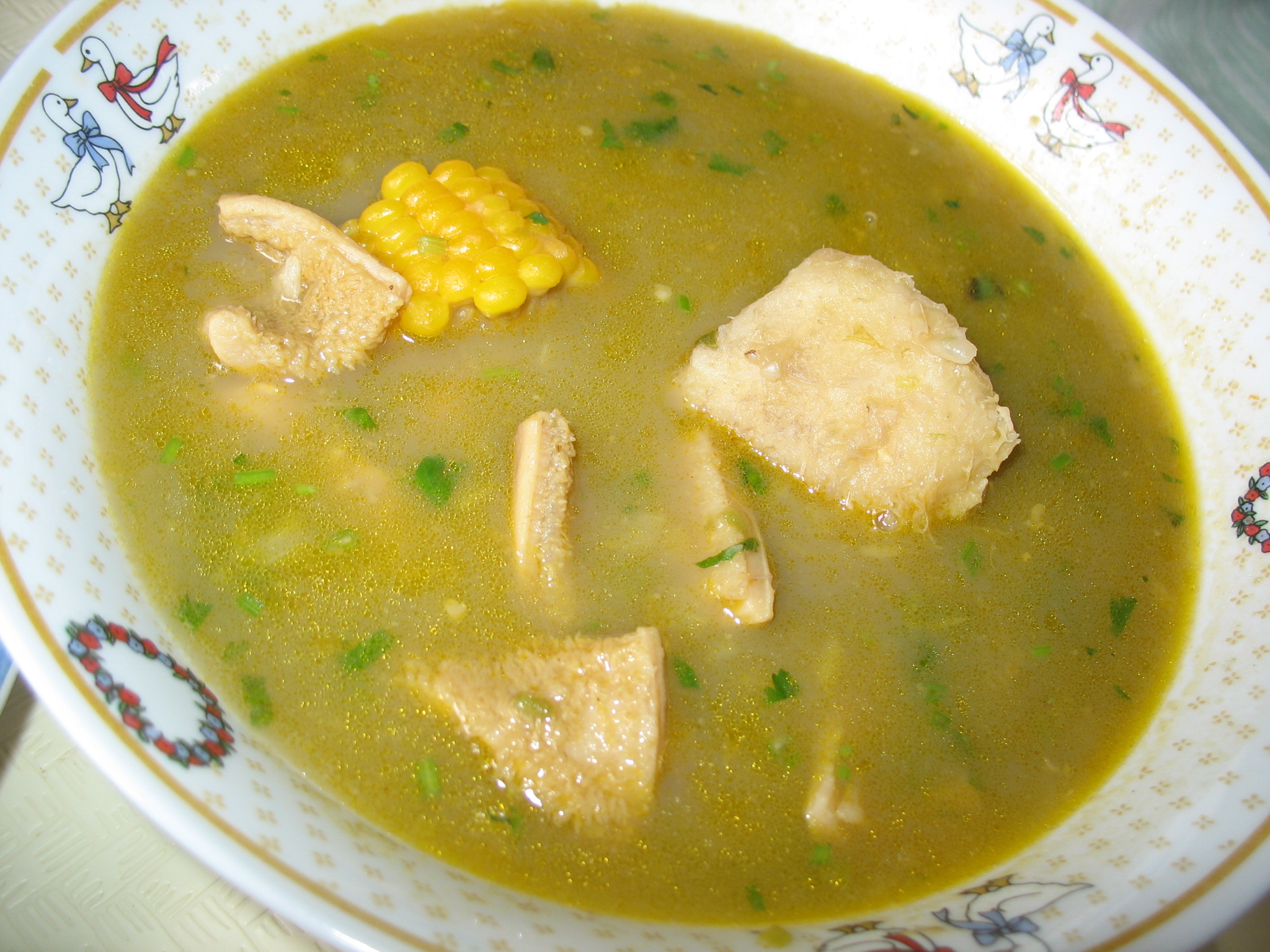
Санкочо

Санко́чо (исп. sancocho) — густой суп, распространённый в некоторых латиноамериканских странах. Готовится из мяса, клубней и овощей с приправами. Может также делаться из птицы, в прибрежных областях часто из рыбы. Существует множество региональных вариантов, однако технология приготовления одинакова — все ингредиенты варятся в одной ёмкости.
Санкочо очень распространён в панамской кухне. В него кладут ямс, лук и чеснок, подают с отварным рисом. В некоторых провинциях это блюдо готовят из курицы, в некоторых добавляют свинину. В Венесуэле санкочо готовят повсеместно, особенно по выходным. Едят его в обед или вечером. В центре и на западе страны его делают из птицы, на востоке, на побережье — из рыбы и морепродуктов. Добавляют картофель, ямс, кукурузу, лук, чеснок и различные специи. В Колумбии этот суп также широко распространён и считается одним из национальных блюд. Его готовят из различных видов мяса, вплоть до черепахи.

## Похожие блюда
Блюда с подобной технологией приготовления существуют во множестве стран.
- Ахиако
- Айнтопф
- Косидо
- Олья подрида